# إيفان فاليجو
إيفان فاليجو هو متسلق الجبال إكوادوري، ولد في 19 ديسمبر 1959 في أمباتو في الإكوادور.